# Earl Bellamy
Earl Bellamy, född den 11 mars 1917 i Minneapolis, Minnesota, död den 30 november 2003 i Albuquerque, New Mexico, var en amerikansk filmproducent, filmregissör och regiassistent.

## Filmografi (i urval)
- 1984 - V (TV-serie)
- 1979 - Par i hjärter (TV-serie)
- 1977 - Kärlek ombord (TV-serie)
- 1975 - Starsky och Hutch (TV-serie)
- 1973 - M*A*S*H (TV-serie)
- 1966 - Vik hädan, monster!
- 1966 - Tågplundrarna i Colorado
- 1958 - Snabbskytten från Arizona
- 1956 - Hämnaren från bergen  (regissör)
- 1954 - En stjärna föds (regiassistent)
- 1954 - Sånt händer med flickor (regiassistent)
- 1953 - Härifrån till evigheten (regiassistent)
- 1952 - Kär och galen (regiassistent)
- 1950 - Född igår (regiassistent)
- 1950 - Hon stod i rök och damm (regiassistent)
- 1950 - Nakna nerver (regiassistent)
- 1949 - Än lever storken (regiassistent)
- 1949 - Kvinna i fara (regiassistent)
- 1949 - Silverpilen som dödar (regiassistent)
- 1947 - Indianerna anfaller (regiassistent)
- 1945 - Kyssa och skvallra (regiassistent)
- 1942 - Han kom om natten (regiassistent)
- 1940 - Skarpskytten i Arizona (regiassistent)